# RIBAゴールドメダル
ロイヤル・ゴールド・メダル（Royal Gold Medal）は、王立英国建築家協会（RIBA）から優れた建築家に対して与えられる賞。約150年に及ぶ歴史を持つ。RIBAゴールド・メダル（RIBA Gold Medal）とも通称される。

## 歴代受賞者
| 年     | 受賞者名                                       | 国籍                         |
| ------ | ---------------------------------------------- | ---------------------------- |
| 1848年 | チャールズ・ロバート・コッカレル               | イギリス                     |
| 1849年 | ルイジ・カニーナ                               | サルデーニャ王国             |
| 1850年 | チャールズ・バリー                             | イギリス                     |
| 1851年 | トーマス・ドナルドソン                         | イギリス                     |
| 1852年 | レオ・フォン・クレンツェ                       | （ ドイツ連邦）              |
| 1853年 | ロバート・スマーク                             | イギリス                     |
| 1854年 | フィリップ・ハードウィック                     | イギリス                     |
| 1855年 | ジャック・イニャス・イトルフ                   | フランス帝国                 |
| 1856年 | ウィリアム・タイト                             | イギリス                     |
| 1857年 | オーウェン・ジョーンズ                         | イギリス                     |
| 1858年 | フリードリヒ・オーギュスト・シュテューラー     | （ ドイツ連邦）              |
| 1859年 | ジョージ・ギルバート・スコット                 | イギリス                     |
| 1860年 | シドニー・スマーク                             | イギリス                     |
| 1861年 | ジャン＝バティスト・レサール                   | フランス帝国                 |
| 1862年 | ロバート・ウィリス                             | イギリス                     |
| 1863年 | アンソニー・サルヴィン                         | イギリス                     |
| 1864年 | ウジェーヌ・エマニュエル・ヴィオレ・ル・デュク | フランス帝国                 |
| 1865年 | ジェームズ・フェネトン                         | イギリス                     |
| 1866年 | マシュー・ディグビー・ワイアット               | イギリス                     |
| 1867年 | チャールズ・テキシェ                           | フランス帝国                 |
| 1868年 | オースティン・ヘンリー・レヤード               | イギリス                     |
| 1869年 | カール・リヒャルト・レプシウス                 | 北ドイツ連邦                 |
| 1870年 | ベンジャミン・フェレー                         | イギリス                     |
| 1871年 | ジェームズ・ファーガソン                       | イギリス                     |
| 1872年 | フリードリヒ・フォン・シュミット               | ドイツ帝国                   |
| 1873年 | トーマス・ヘンリー・ワイアット                 | イギリス                     |
| 1874年 | ジョージ・エドモンド・ストリート               | イギリス                     |
| 1875年 | エドモンド・シャープ                           | イギリス                     |
| 1876年 | ジョセフ＝ルイ・デュク                         | フランス共和国               |
| 1877年 | チャールズ・バリー                             | イギリス                     |
| 1878年 | アルフレッド・ウォーターハウス                 | イギリス                     |
| 1879年 | メルヒオール・ド・ヴォーグ                     | フランス共和国               |
| 1880年 | ジョン・ラフバラ・ピアソン                     | イギリス                     |
| 1881年 | ジョージ・ゴドウィン                           | イギリス                     |
| 1882年 | ハインリッヒ・フォン・Ferstel                  | オーストリア＝ハンガリー帝国 |
| 1883年 | フランシス・ペンローズ                         | イギリス                     |
| 1884年 | ウィリアム・バターフィールド                   | イギリス                     |
| 1885年 | ハインリヒ・シュリーマン                       | ドイツ帝国                   |
| 1886年 | シャルル・ガルニエ                             | フランス共和国               |
| 1887年 | ユアン・クリスチャン                           | イギリス                     |
| 1888年 | セオフィル・ハンセン                           | オーストリア＝ハンガリー帝国 |
| 1889年 | チャールズ・トーマス・ニュートン               | イギリス                     |
| 1890年 | ジョン・ギブソン                               | イギリス                     |
| 1891年 | アーサー・ブロムフィールド                     | イギリス                     |
| 1892年 | セザール・デイリー                             | フランス共和国               |
| 1893年 | リチャード・モリス・ハント                     | アメリカ合衆国               |
| 1894年 | ロード・レイトン                               | イギリス                     |
| 1895年 | ジェームズ・ブルックス                         | イギリス                     |
| 1896年 | アーネスト・ジョージ                           | イギリス                     |
| 1897年 | ピエール・コイペルス                           | オランダ                     |
| 1898年 | ジョージ・アッチソン                           | イギリス                     |
| 1899年 | ジョージ・フレデリックボドリー                 | イギリス                     |
| 1900年 | ロドルフォ・ランチャーニ                       | イタリア王国                 |
| 1901年 | 受賞者なし                                     | 受賞者なし                   |
| 1902年 | トーマス・エドワード・コルカット               | イギリス                     |
| 1903年 | チャールズ・フォレン・マッキム                 | アメリカ合衆国               |
| 1904年 | オーギュスト・ショワジー                       | フランス共和国               |
| 1905年 | アストン・ウェッブ                             | イギリス                     |
| 1906年 | ローレンス・アルマ＝タデマ                     | イギリス                     |
| 1907年 | ジョン・ベルチャー                             | イギリス                     |
| 1908年 | オノレ・ダウム                                 | フランス共和国               |
| 1909年 | アーサー・エヴァンズ                           | イギリス                     |
| 1910年 | トーマス・グラハム・ジャクソン                 | イギリス                     |
| 1911年 | ウィルヘルム・デルプフェルト                   | ドイツ帝国                   |
| 1912年 | バジル・チャンプニーズ                         | イギリス                     |
| 1913年 | レギナルド・ブロムフィールド                   | イギリス                     |
| 1914年 | ジャン＝ルイ・パスカル                         | フランス共和国               |
| 1915年 | フランク・ダーリン                             | カナダ                       |
| 1916年 | ロバート・ロワンド・アンダーソン               | イギリス                     |
| 1917年 | アンリ・ポール・ネノ                           | フランス共和国               |
| 1918年 | アーネスト・ニュートン                         | イギリス                     |
| 1919年 | レオナルド・ストークス                         | イギリス                     |
| 1920年 | チャールズ・ジロー                             | フランス共和国               |
| 1921年 | エドウィン・ラッチェンス                       | イギリス                     |
| 1922年 | トーマス・ヘースティングズ                     | アメリカ合衆国               |
| 1923年 | ジョン・ジェイムズ・バーネット                 | イギリス                     |
| 1924年 | 受賞者なし                                     | 受賞者なし                   |
| 1925年 | ジャイルズ・ギルバート・スコット               | イギリス                     |
| 1926年 | ラグナル・エストベリ                           | スウェーデン                 |
| 1927年 | ハーバード・ベイカー                           | イギリス                     |
| 1928年 | ガイ・ダウバー                                 | イギリス                     |
| 1929年 | ヴィクトール・ラルー                           | フランス共和国               |
| 1930年 | パーシー・ワージントン                         | イギリス                     |
| 1931年 | エドウィン・クーパー                           | イギリス                     |
| 1932年 | ヘンドリク・ペトルス・ベルラーヘ               | オランダ                     |
| 1933年 | チャールズ・リード・ピア                       | イギリス                     |
| 1934年 | ヘンリー・ヴォーン・ランチェスター             | イギリス                     |
| 1935年 | ウィレム・デュドック                           | オランダ                     |
| 1936年 | チャールズ・ホールデン                         | イギリス                     |
| 1937年 | レイモンド・アンウィン                         | イギリス                     |
| 1938年 | イヴァー・テングドン                           | スウェーデン                 |
| 1939年 | パーシー・トーマス                             | イギリス                     |
| 1940年 | チャールズ・ボイジー                           | イギリス                     |
| 1941年 | フランク・ロイド・ライト                       | アメリカ合衆国               |
| 1942年 | ウィリアム・カーティス・グリーン               | イギリス                     |
| 1943年 | チャールズ・ハーバート・ライリー               | イギリス                     |
| 1944年 | エドワード・モーフ                             | イギリス                     |
| 1945年 | ヴィクトル・ヴェスニン                         | ソビエト連邦                 |
| 1946年 | パトリック・アバークロンビー                   | イギリス                     |
| 1947年 | アルバート・リチャードソン                     | イギリス                     |
| 1948年 | オーギュスト・ペレ                             | フランス                     |
| 1949年 | ハワード・ロバートソン                         | イギリス                     |
| 1950年 | エリエル・サーリネン                           | フィンランド                 |
| 1951年 | ヴィンセント・ハリス                           | イギリス                     |
| 1952年 | ジョージ・グレイ・ワーナム                     | イギリス                     |
| 1953年 | ル・コルビュジエ                               | フランス                     |
| 1954年 | アーサー・ジョージ・スティーブンソン           | イギリス                     |
| 1955年 | ジョン・マレー・イーストン                     | イギリス                     |
| 1956年 | ヴァルター・グロピウス                         | アメリカ合衆国               |
| 1957年 | アルヴァ・アールト                             | フィンランド                 |
| 1958年 | ロバート・スコフィールド・モリス               | カナダ                       |
| 1959年 | ルートヴィヒ・ミース・ファン・デル・ローエ     | アメリカ合衆国               |
| 1960年 | ピエール・ルイージ・ネルヴィ                   | イタリア                     |
| 1961年 | ルイス・マンフォード                           | アメリカ合衆国               |
| 1962年 | スヴェン・マルケリウス                         | スウェーデン                 |
| 1963年 | ウィリアム・ホルフォード                       | イギリス                     |
| 1964年 | マックスウェル・フライ                         | イギリス                     |
| 1965年 | 丹下健三                                       | 日本                         |
| 1966年 | オヴ・アラップ                                 | イギリス                     |
| 1967年 | ニコラウス・ペヴズナー                         | イギリス                     |
| 1968年 | リチャード・バックミンスター・フラー           | アメリカ合衆国               |
| 1969年 | ジャック・コイア                               | イギリス                     |
| 1970年 | ロバート・マシュー                             | イギリス                     |
| 1971年 | ヒューバート・デ・クローニン・ヘイスティング   | イギリス                     |
| 1972年 | ルイス・I・カーン                              | アメリカ合衆国               |
| 1973年 | レスリー・マーティン                           | イギリス                     |
| 1974年 | フィリップ・パウエル ヒダルゴ・モヤ            | イギリス                     |
| 1975年 | マイケル・スコット                             | アイルランド                 |
| 1976年 | ジョン・サマーソン                             | イギリス                     |
| 1977年 | デニス・ラスダン                               | イギリス                     |
| 1978年 | ヨーン・ウツソン                               | デンマーク                   |
| 1979年 | チャールズ・イームズ レイ・イームズ            | アメリカ合衆国               |
| 1980年 | ジェームズ・スターリング                       | イギリス                     |
| 1981年 | フィリップ・ドーソン                           | イギリス                     |
| 1982年 | バーソルド・リュベトキン                       | イギリス                     |
| 1983年 | ノーマン・フォスター                           | イギリス                     |
| 1984年 | チャールズ・コレア                             | インド                       |
| 1985年 | リチャード・ロジャース                         | イギリス                     |
| 1986年 | 磯崎新                                         | 日本                         |
| 1987年 | ラルフ・アースキン                             | スウェーデン                 |
| 1988年 | リチャード・マイヤー                           | アメリカ合衆国               |
| 1989年 | レンゾ・ピアノ                                 | イタリア                     |
| 1990年 | アルド・ファン・アイク                         | オランダ                     |
| 1991年 | コーリン・スタンフィールド・スミス             | イギリス                     |
| 1992年 | ピーター・ライス                               | アイルランド                 |
| 1993年 | ジャンカルロ・デ・カルロ                       | イタリア                     |
| 1994年 | マイケル・ホプキンス パティー・ホプキンス      | イギリス                     |
| 1995年 | コーリン・ロウ                                 | アメリカ合衆国               |
| 1996年 | ハリー・サイドラー                             | オーストラリア               |
| 1997年 | 安藤忠雄                                       | 日本                         |
| 1998年 | オスカー・ニーマイヤー                         | ブラジル                     |
| 1999年 | バルセロナ市                                   | スペイン                     |
| 2000年 | フランク・ゲーリー                             | カナダ アメリカ合衆国        |
| 2001年 | ジャン・ヌーヴェル                             | フランス                     |
| 2002年 | アーキグラム                                   | イギリス                     |
| 2003年 | ホセ・ラファエル・モネオ                       | スペイン                     |
| 2004年 | レム・コールハース                             | オランダ                     |
| 2005年 | フライ・オットー                               | ドイツ                       |
| 2006年 | 伊東豊雄                                       | 日本                         |
| 2007年 | ヘルツォーク&ド・ムーロン                      | スイス                       |
| 2008年 | エドワード・カリナン                           | イギリス                     |
| 2009年 | アルヴァロ・シザ                               | ポルトガル                   |
| 2010年 | イオ・ミン・ペイ                               | アメリカ合衆国               |
| 2011年 | デイヴィッド・チッパーフィールド               | イギリス                     |
| 2012年 | ヘルマン・ヘルツベルガー                       | オランダ                     |
| 2013年 | ピーター・ズントー                             | スイス                       |
| 2014年 | ジョセフ・リクワート                           | イギリス                     |
| 2015年 | オドンネル&トーミー                            | アイルランド                 |
| 2016年 | ザハ・ハディッド                               | イギリス                     |
| 2017年 | パウロ・メンデス・ダ・ロシャ                   | ブラジル                     |
| 2018年 | ニーブ・ブラウン                               | イギリス                     |
| 2019年 | ニコラス・グリムソー                           | イギリス                     |
| 2020年 | グラフトン・アーキテクツ                       | アイルランド                 |
| 2021年 | デビッド・アジャイ                             | イギリス                     |
| 2022年 | バルクリシュナ・ドーシ                         | インド                       |
| 2023年 | ヤスミーン・ラリ                               | パキスタン                   |
| 2024年 | レスリー・ロッコ                               | ガーナ                       |
| 2025年 | SANAA                                          | 日本                         |

注）1999年は都市名。2002年、2007年、2015年、2020年はグループ名。